# عبد الحميد الأول
عبد الحميد الأول (بالانجليزية : Abdelhamid I) ( 20 مارس 1725 - 7 أبريل 1789)، هو السلطان السابع والعشرين للإمبراطورية العثمانية، حكم من 1774 إلى 1789. بقي محجوزا في قصره مدة حكم أخيه مصطفى الثالث حتى تولى الحكم بعد وفاته عام 1187 هـ.

## نسبه
هو السلطان عبد الحميد الأول ابن أحمد الثالث بن محمد الرابع بن إبراهيم الأول بن أحمد الأول بن محمد الثالث بن مراد الثالث بن سليم الثاني بن سليمان القانوني بن سليم الأول بن بايزيد الثاني بن محمد الفاتح بن مراد الثاني بن محمد الأول جلبي بن بايزيد الأول بن مراد الأول بن أورخان غازي بن عثمان بن أرطغرل.

## النشأة
وُلد عبد الحميد في 20 مارس 1725 في القسطنطينية. كان أصغر أبناء السلطان أحمد الثالث (الذي حكم من 1703 إلى 1730) وزوجته رابعة سلطان. تنازل السلطان أحمد الثالث عن العرش لصالح ابن أخيه محمود الأول، الذي خلفه عثمان الثالث، ثم خلف عثمان الثالث الابن الأكبر لأحمد (مصطفى الثالث). سجن عبد الحميد باعتباره وريثًا محتملًا للعرش في ظروف مريحة على يد أبناء عمومته وأخيه الأكبر، وهو ما كان أمرًا معتادًا في تلك الفترة. استمر سجنه حتى عام 1767. خلال هذه الفترة، تلقى تعليمه الأولي من والدته رابعة سلطان، التي علمته التاريخ والخط.

## معاهدة قينارجة
في عهده جهزت روسيا لحملة عسكرية لاسترداد ماخسرته من هيبة في عهد مصطفى الثالث فهاجمت روسيا الجيوش العثمانية عند فارنا البلغارية وهزمتها، وتم الصلح بعد ذلك على استقلال تتار القرم وإقليم بسارابيا ومنطقة قوبان وإعطاء السفن الروسية حرية الملاحة في البحر الأسود والمتوسط وأن تدفع الدولة العثمانية غرامة لروسيا كل سنة وإعطاء روسيا حق حماية النصارى الأرثوذكس من رعايا الدولة العثمانية وتبني كنيسة في إسطنبول، وعرفت المعاهدة باسم معاهدة قينارجة.
وكان هدف روسيا من هذه المعاهدة فتح الطريق لاحتلال بلاد القرم (سواحل أوكرانيا حاليًا وجنوبها)، وفعلا لم تنقض المعاهدة حتى بدأت روسيا تثير الفتن الداخلية وتختلق الذرائع للتدخل في شئون البلاد وانتهى الأمر بدخول 70 ألف عسكري روسي، فأصبحت القرم من بعد هذا جزءا من روسيا، وكان ذلك في 1774م.
مما يجدر التنويه له هو تفرغ العساكر الروسية للدولة العثمانية تماما، وذلك بسبب الانتصارات التي حققتها روسيا على جيرانها حيث حيدت السويديين وعزلتهم في حدود بلادهم الطبيعية ولم تعد للسويد أية أراضي غير إسكندنافية، كما اقتسمت روسيا والنمسا وبروسيا مملكة بولندا، وكان هذا مما ابتلي به عبد الحميد الأول في عهده حيث أنه كان يجدر بالسلاطين العثمانيين ووزارائهم الذين سبقوه التنبه لخطر وصية بطرس الأكبر ووضع حد لها والتي تقضي بالتوسع على حساب إضعاف ممالك الثلاث المتاخمة لروسيا (السويد وبولندا والدولة العثمانية) حتى تتفرغ روسيا تماما لقضم الأراضي العثمانية وتحويل إسطنبول إلى عاصمة أرثوذكسية كما كانت أيام بيزنطة.

## ضياع بلاد القرم
خرقت روسيا معاهدة قينارجة باحتلالها لبلاد القرم، فجن جنون العثمانيين وأرادوا إعلان الحرب على روسيا لاسترجاع بلاد القرم، لكن فرنسا نصحت السلطان عبد الحميد بعدم الإقبال على إعلان الحرب بسبب استعداد روسيا المسبق لحرب العثمانيين ولعلم الفرنسيين عن معاهدة عسكرية سرية بين الملكة الروسية وإمبراطور النمسا لقتال العثمانيين في نفس الوقت في حال اندلاع أي حرب روسية عثمانية جديدة، لكن الملكة الروسية كاترينا استفزت مشاعر الخلافة مجددا في عام 1787م بزيارتها لأراضي القرم حيث كانت قد نصبت لها أقواس النصر المكتوب عليها (الطريق بيزنطة) والمقصود هنا هو طموح روسيا باستعادة ممتلكات الحضارة البيزنطية وإعادة السيطرة الأرثوذكسية على القسطنطينية فأعلنت الدولة العثمانية الحرب على روسيا.
ارتبكت القيادة العسكرية الروسية الغير مستعدة للحرب إلا أن ملكة روسيا كتبت إلى بوتمكين القائد الروسي للإسراع باحتلال إقليم أوزي المتاخم لبلاد القرم قبيل وصول جيش الخلافة وبالفعل دخلتها القوات الروسية، أما النمسا فقد أعدت العدة وأرسل الإمبراطور جوزيف الثاني جيشًا لانتزاع بلغراد فمني الجيش النمساوي بشر هزيمة وتعقبته العساكر العثمانية.

## وفاته
توفي عبد الحميد الأول عام 1203 هـ وخلفه ابن أخيه وهو سليم الثالث بن مصطفى الثالث فاستغلت النمسا وروسيا وفاته لتجديد الحروب.

## حياته الخاصة

### نسبه
هو السلطان عبد الحميد بن أحمد الثالث بن محمد الرابع بن إبراهيم الأول بن أحمد الأول بن محمد الثالث بن مراد الثالث بن سليم الثاني بن سليمان القانوني بن سليم الأول بن بايزيد الثاني بن محمد الفاتح بن مراد الثاني بن محمد الأول جلبي بن بايزيد الأول بن مراد الأول بن أورخان غازي بن عثمان بن أرطغرل (بالتركية: I. Abdülhamid).

### أسرته

#### زوجاته
- عائشة قادين (Ayşe Kadın): كانت الزوجة الأولى (BaşKadin) حتى وفاتها عام 1775، ودُفنت في جامع يني جامع.
- حاجه هاتيش روحشاه قادين (Hace Hatice Ruhşah Kadın): أصبحت الزوجة الأولى بعد وفاة عائشة، وكانت المحظية الأكثر حبًا للسلطان عبد الحميد. كانت جاريته حتى قبل أن يصبح سلطانًا. لا تزال محفوظة خمس رسائل حب شديدة كتبها لها السلطان في تلك الفترة. أنجبت منه على الأقل ابنًا واحدًا. بعد وفاة عبد الحميد، قامت بالحج بالإنابة، ما أكسبها لقب "حاجه". توفيت عام 1808 ودُفنت في ضريح عبد الحميد الأول.
- بِنّاز قادين (Binnaz Kadın) (حوالي 1743 - مايو/يونيو 1823)، والمعروفة أيضًا باسم بينا ز قادين: كانت سابقًا زوجة للسلطان مصطفى الثالث، سلف عبد الحميد الأول. لم تُنجب أطفالًا من أي من السلطانين، وبعد وفاة عبد الحميد تزوجت من تشايير زاده إبراهيم آغا (Çayırzade İbrahim Ağa). دُفنت في حديقة ضريح الحميدية.
- نيفريس قادين (Nevres Kadın): كانت أمينة خزينة الحريم قبل أن تصبح زوجة. توفيت عام 1797.
- عائشة سينيبرفر قادين (Ayşe Sineperver Kadın): أنجبت على الأقل ولدين، من بينهم السلطان مصطفى الرابع، وابنتين. حصلت على لقب السلطانة الأم لفترة قصيرة قبل خلع ابنها، ثم عاشت بقية حياتها في قصر ابنتها. توفيت في 11 ديسمبر 1828.
- مهتابه قادين (Mehtabe Kadın): بدأت كخادمة (كالفة - Kalfa) في الحريم، لكنها أصبحت زوجة بفضل كيزلار آغاسي بشير آغا (Kızları Ağa Beşir Ağa). توفيت عام 1807.
- معتبر قادين (Muteber Kadın)، وتُعرف أيضًا باسم معتبرة قادين: أنجبت على الأقل ابنًا واحدًا. كان ختمها الشخصي يحمل العبارة: "دولتلي الخامسة معتبر قادين حضرتلري" (Devletlü beşinci Muteber Kadın Hazretleri). توفيت في 16 مايو 1837 ودُفنت في ضريح عبد الحميد الأول.
- فاطمة شبسفا قادين (Fatma Şebsefa Kadın)، وتُعرف أيضًا بـ شيبسفا، شبسافا أو شبيسافا قادين: أنجبت على الأقل ابنًا وثلاث بنات. امتلكت مزارع في سالونيك، وتركتها لابنتها بعد وفاتها عام 1805. دُفنت بالقرب من جامع زيرك.
- نقشديل قادين (Nakşidil Kadın): كانت من أصول جورجية أو شركسية، واشتهرت بالأسطورة غير المثبتة التي زعمت أنها في الواقع إيمي دو بوك دو ريفيري (Aimée du Buc de Rivéry), ابنة عم بعيدة للإمبراطورة جوزفين بونابرت. أنجبت ولدين وابنة، من بينهم السلطان محمود الثاني. توفيت في 22 أغسطس 1817 ودُفنت في ضريحها داخل جامع الفاتح.
- هماشاه قادين (Hümaşah Kadın): أنجبت على الأقل ابنًا واحدًا، وبنت نافورة بالقرب من دولمة بهجة وأخرى في إميرجان. توفيت عام 1778 ودُفنت في جامع يني جامع.
- دلپزير قادين (Dilpezir Kadın): توفيت عام 1809 ودُفنت في حديقة ضريح الحميدية.
- مسليناياب قادين (Mislinayab Kadın): دُفنت في ضريح نقشديل والدة السلطان.
- مهرينان قادين (Mihriban Kadın): أُخطئ في تحديد هويتها على أنها والدة أسماء سلطان من قبل أوزتونا. توفيت عام 1812 ودُفنت في أدرنة.
- نُوكتَسَزا هانم (Nükhetseza Hanım): كانت باش إقبال (Baş Ikbal) وأصغر زوجات السلطان سنًا. توفيت عام 1851.

#### أبناؤه
- مصطفى الرابع (1779 ولد بقصر طوب قابي, إسلامبول - 1808 وتوفي بإسلامبول) تولى الخلافة سنة 1807, أعدمه الإنكشارية سنة 1808 بسبب قتله لإبن عمه سليم الثالث.
- محمود الثاني (1785 ولد بقصر طوب قابي, إسلامبول - 1839 وتوفي بإسلامبول) تولى الخلافة سنة 1808, وتوفي سنة 1839 عن عمر 53 سنة.
- الأمير عبد الله (سليم) (1779 ولد بقصر طوب قابي, إسلامبول - 1849 وتوفي بمدينة بريكة، الجزائر) توفي عن عمر 60 سنة بعد هروبه إلى الجزائر وله ثلاثة أبناء.
- الأمير محمد (1776 ولد بقصر طوب قابي, إسلامبول - 1799 وتوفي بقصر طوب قابي, إسلامبول) توفي في شبابه.
- الأمير أحمد (1776 ولد بقصر طوب قابي, إسلامبول - 1779 وتوفي بقصر طوب قابي, إسلامبول) توفي في طفولته.
- الأمير عبد الرحمن (1777 ولد بقصر طوب قابي, إسلامبول - 1777 وتوفي بقصر طوب قابي, إسلامبول) توفي وهو رضيع.
- الأمير سليمان (1779 ولد بقصر طوب قابي, إسلامبول - 1790 وتوفي بقصر طوب قابي, إسلامبول) توفي في طفولته.
- الأمير عبد العزيز (1779 ولد بقصر طوب قابي, إسلامبول - 1779 وتوفي بقصر طوب قابي, إسلامبول) توفي في طفولته.
- الأمير محمد نصرت (1782 ولد بقصر طوب قابي, إسلامبول - 1785 وتوفي بقصر طوب قابي, إسلامبول) توفي في طفولته.
- الأمير سيف الله مراد (1783 ولد بقصر طوب قابي, إسلامبول - 1787 وتوفي بقصر طوب قابي, إسلامبول) توفي في طفولته.

#### بناته
- خديجة سلطان (1776 ولدت بقصر طوب قابي, إسلامبول - 1776 وتوفيت بقصر طوب قابي, إسلامبول) توفيت في طفولتها.
- عايشة سلطان (1777 ولدت بقصر طوب قابي, إسلامبول - 1777 وتوفيت بقصر طوب قابي, إسلامبول) توفيت في طفولتها.
- أسماء سلطان (1778 ولدت بقصر طوب قابي, إسلامبول - 1848 وتوفيت بإسلامبول) تزوجت كجك حسين باشا وتوفيت عن عمر 60 سنة.
- ربيعة سلطان (1780 ولدت بقصر طوب قابي, إسلامبول - 1780 وتوفيت بقصر طوب قابي, إسلامبول) توفيت في طفولتها.
- عين شاه سلطان (1780 ولدت بقصر طوب قابي, إسلامبول - 1781 وتوفيت بقصر طوب قابي, إسلامبول) توفيت في طفولتها.
- ملاك شاه سلطان (1780 ولدت بقصر طوب قابي, إسلامبول - 1782 وتوفيت بقصر طوب قابي, إسلامبول) توفيت في طفولتها.
- رابعة سلطان (1781 ولدت بقصر طوب قابي, إسلامبول - 1783 وتوفيت بقصر طوب قابي, إسلامبول) توفيت في طفولتها.
- فاطمة سلطان (1782 ولدت بقصر طوب قابي, إسلامبول - 1796 وتوفيت بقصر طوب قابي, إسلامبول) توفيت في طفولتها.
- عالم شاه سلطان (1784 ولدت بقصر طوب قابي, إسلامبول - 1808 وتوفيت بقصر طوب قابي, إسلامبول) توفيت في شبابها.
- صالحة سلطان (1786 ولدت بقصر طوب قابي, إسلامبول - 1799 وتوفيت بقصر طوب قابي, إسلامبول) توفيت في شبابها.
- أمينة سلطان (1788 ولدت بقصر طوب قابي, إسلامبول - 1791 وتوفيت بقصر طوب قابي, إسلامبول) توفيت في طفولتها.
- هبة الله سلطان (1789 ولدت بقصر طوب قابي, إسلامبول - 1841 وتوفيت بإسلامبول) تزوجت بالداماد علاء الدين باشا وتوفيت عن عمر 52 سنة.

#### تكفل ب
- عائشة دُرشهوار خانم (1760 ولدت بإسلامبول وكانت فتاة يتيمة تبنّاها عبد الحميد الأول عندما كان أميرًا- 1826 وتوفيت بإسلامبول) تزوجت أحمد نظيف بك وتوفيت عن عمر 66 سنة.